# 萬秀大勝利
《萬秀大勝利》是中國電視公司監製的台灣綜藝節目，2014年11月2日開播，台灣時間每週日20:00首播，主持人為曾國城（紅隊隊長）、姚元浩（藍隊隊長）、連靜雯、阿喜。

## 播出時間
以下時間以當地時間（台灣時間）為準

### 首播
| 頻道       | 所在地 | 播映日期                    | 播出時間           |
| ---------- | ------ | --------------------------- | ------------------ |
| 中視數位台 | 臺灣   | 2014年11月2日-2015年9月13日 | 每週日 20:00-22:00 |
| 中天娛樂台 | 臺灣   | 2016年1月2日-今             | 每週六 19:00-21:00 |
| 中天綜合台 | 臺灣   | 2016年1月17日-今            | 每週日 14:00-16:00 |

### 重播
| 頻道       | 所在地 | 播映日期                    | 播出時間           |
| ---------- | ------ | --------------------------- | ------------------ |
| 中視數位台 | 臺灣   | 2014年11月8日-2015年9月19日 | 每週六 15:00-17:00 |
| 中視數位台 | 臺灣   | 2014年11月2日-2015年9月13日 | 每週日 23:45-01:45 |
| 中天娛樂台 | 臺灣   | 2016年1月3日-今             | 每週日 16:00-18:00 |

## 節目單元

### 獎金制時期
時間：2014年11月2日－2015年2月8日

#### 向左向右看
所有藝人來賓將接受15題的機智問答考驗，選擇答案正確者向左看，並比出圈的手勢，選擇答案錯誤者向右看，並比出叉的手勢。每題答錯者將遭到其他藝人亂棒狂打，答錯題數最多者，將接受驚人指數破表的終極懲罰——3D五粒全開。
2015年1月18日開始，「向左向右看」採用積分累計制，曾國城率領的『紅隊』與姚元浩領軍的『藍隊』各派五名隊友輪番答題，最後統計十個人的答錯題數，兩隊中若其中一隊有答錯題數最多之隊友，則另一隊可得到5分的積分（若兩隊隊友的最多答錯題數相同則各得5分的積分），並一路累計至「關鍵任務200秒」。
2015年2月1日開始，『向左向右看』改成『我有畫要說』單元。

#### 我有畫要說
2015年2月1日推出的新單元，此單元考驗藝人的畫畫能力與聯想力，曾國城率領的『紅隊』與姚元浩領軍的『藍隊』輪番答題，兩隊各派五名隊友在限時15秒內輪流接力畫出題目，一名隊友負責猜題，答錯之隊伍將接受被噴乾冰的懲罰。
此單元採用積分累計制，在『紅隊』與『藍隊』輪番答題的過程中，若其中一隊答對一題，則該隊可得到5分的積分，最後得到的積分會一路累計至「關鍵任務200秒」。

#### 萬秀淘汰郎(萬秀大車拼)
主持人公布遊戲關卡之後，所有競爭者各自選擇要陷害誰去挑戰。得票數最高的兩位競爭者需接受挑戰，挑戰失敗，挑戰者當場被淘汰；挑戰成功，挑戰者則反過來挑選淘汰某一位競爭者。經過四回合的淘汰關卡之後，最後的唯一存活者將可獨得獎金5萬元。
2014年12月21日開始，「萬秀淘汰郎」由個人賽改成團體對抗賽，曾國城率領的『紅隊』與姚元浩領軍的『藍隊』將進行對抗，在四個遊戲關卡中，兩隊各自指定敵隊的隊友進行挑戰，每個關卡中隊友挑戰成功者，可為該隊爭取到1萬元獎金，最後得到的獎金會累計至「關鍵任務200秒」。
2014年12月28日開始，「萬秀淘汰郎」更名為「萬秀大車拼」。
2015年1月4日開始，「萬秀大車拼」採用積分累計制決定輸贏，『紅隊』與『藍隊』在每個遊戲關卡中得到的積分會累計至「關鍵任務200秒」。

#### 關鍵任務200秒
由曾國城率領的『紅隊』與姚元浩領軍的『藍隊』將進行團體對抗，此單元共有五個任務，兩隊各自派人負責闖關，任務成功前進到下一關，任務失敗退回到前一關，限時200秒內完成五個任務之隊伍獲勝，並得到獎金10萬元。
2014年12月21日開始，於「關鍵任務200秒」中獲勝的隊伍，其在前一單元得到的獎金加倍，並可參加「五位數獎金抽抽樂」。
2015年1月4日開始，限時200秒內完成任務數目較多之隊伍，其在前一單元得到的積分加倍，最後總積分較多之隊伍可參加「五位數獎金抽抽樂」。
2015年1月18日開始，限時200秒內完成任務數目較多之隊伍可參加「痛快抓抓抓」來決定所得獎金之形式（其所得到之積分的1000倍或其所抓到的硬幣金額）。
2015年2月1日開始，限時200秒內完成任務數目較多之隊伍獲勝，而其所得到之積分的1000倍即為該隊伍得到的獎金。
2014年12月14日開始，「關鍵任務200秒」開放各機關團體組隊報名參加，於200秒內完成五個任務者可參加「痛快抓抓抓」來決定是否可拿走獎金（2015年1月18日開始改成可得到獎金1萬元）。

### 團隊踢館對抗時期
時間：2015年2月15日－2015年9月13日

#### 我有畫要說
遊戲規則與獎金制時期相同，答對題數較多之隊伍即為獲勝。
2015年5月24日開始，「我有畫要說」玩法由「我畫你猜」的型式改成心機戰，『紅隊』與『藍隊』輪流擔任攻方與守方。每一輪遊戲進行時，攻方派出五名隊友參與挑戰，守方則派出一名隊友擔任魔王。由主持人出題（例如：會震動的東西），攻守方所有藝人須在限時30秒內畫出與題目相關的東西（例如：手機、電動刮鬍刀、按摩椅等等）。如果守方藝人所畫出的東西與攻方任意一名藝人相同，則擔任守方的隊伍可得到1分的積分（如果守方藝人與攻方兩名藝人東西相同則得到2分的積分，依此類推）。最後統計兩隊累積的積分，積分較多之隊伍即為獲勝。
2015年6月14日開始，「我有畫要說」得分方式改成如果攻方任意一名藝人所畫出的東西不與魔王撞答，則擔任攻方的隊伍可得到1分的積分（如果攻方兩名藝人東西不與魔王撞答則得到2分的積分，依此類推），其餘部分維持不變。

#### 有聽沒有懂
此單元考驗藝人對台語的聽說能力與理解力，曾國城率領的『紅隊』與姚元浩領軍的『藍隊』輪番答題，兩隊各派兩名隊友參與挑戰，一人用台語口述題目，一人負責猜題，答對題數較多之隊伍即為獲勝。
此單元共分兩個階段，第一階段由兩隊的藝人進行遊戲，第二階段由外國朋友擔任傳聲筒，將擔任「幕後黑手」的藝人說出的台語傳達給負責猜題的藝人。

#### 超人不會飛
曾國城率領的『紅隊』與姚元浩領軍的『藍隊』各派兩名隊友參與挑戰，所有挑戰者利用斜坡跑道衝刺之後，以飛撲的姿勢壓破球池裡面的氣球，壓破藏身在球池裡面的金球者，則其壓破氣球個數加倍，最後統計兩隊隊友累積的壓破氣球個數，個數較多之隊伍即為獲勝。

#### 讓鞋子飛
曾國城率領的『紅隊』與姚元浩領軍的『藍隊』各派兩名隊友參與挑戰，所有挑戰者有五隻拖鞋的機會，站在指定白線位置的後面，用腳將拖鞋踢向前方的圓形紙框，紙框上有代表不同積分的五個區域，將拖鞋踢進紙框上的其中一個區域者，可得到代表該區域的積分，最後統計兩隊隊友累積的積分，積分較多之隊伍即為獲勝。

#### 時空線索比一比
2015年3月29日推出的新單元，此單元考驗藝人的表演能力與聯想力。曾國城率領的『紅隊』與姚元浩領軍的『藍隊』各派五名隊友輪番答題，每位隊友在限時15秒內表演題目指定的人時事，並且讓後面的隊友模仿與猜答案。每一輪結束後，主持人依序詢問每位隊友的答案，答對之隊友依據站位給予不同的積分，最後統計兩隊隊友累積的積分，積分較多之隊伍即為獲勝。
2015年7月12日開始，「時空線索比一比」賽制改成『紅隊』與『藍隊』先各自進行一輪遊戲，再統計兩隊所得到的積分，積分較多之隊伍可參加「獎金賽」，答對之隊友會依據站位給予不同的獎金。

#### 萬秀大舞廳
2015年3月29日推出的新單元，曾國城率領的『紅隊』與姚元浩領軍的『藍隊』輪番答題，兩隊各自派人參與挑戰，依據前方表演者看MV所跳出的舞蹈猜出歌名，答對題數較多之隊伍即為獲勝。

#### 萬秀大歌廳
2015年4月5日推出的新單元，此單元考驗藝人對歌曲的熟悉程度。
| 時間                         | 單元內容 | 出題大來賓             |
| ---------------------------- | --- | ---------------------- |
| 2015年4月5日                 | 所有藝人來賓分成兩隊並輪番答題，若其中一隊答對一題，則該隊可得到1分的積分，最後統計兩隊累積的積分，積分較多之隊伍即為獲勝。 遊戲共分兩個階段進行。第一階段由「出題大來賓」唱出一整首歌，答題的藝人需對其中錯誤的歌詞進行訂正；第二階段由「出題大來賓」唱一首歌，答題的藝人需在其停止演唱時唱出下一句歌詞。 | 光良                   |
| 2015年4月12日－2015年9月13日 | 曾國城率領的『紅隊』與姚元浩領軍的『藍隊』輪番答題，若其中一隊答對一題，則代表該隊的隊友可登上一階，最快登頂之隊伍可得到獎金5萬元。 每一輪遊戲進行時，「出題大來賓」會唱出一首歌，答題的藝人需對其中錯誤的歌詞進行訂正。                                                                                   | 翁立友、吳克群、羅時豐 |

#### 決戰演歌秀
2015年6月14日推出的新單元，曾國城率領的『紅隊』與姚元浩領軍的『藍隊』輪番答題，兩隊各派三名（或四名）隊友參與挑戰，一人依據MV內容用肢體動作表演歌詞情境（若題目為對唱歌曲則派兩名隊友擔任表演歌詞情境的工作），其餘兩人負責猜出歌名。每一輪遊戲進行時，猜題的隊伍有兩次答題機會，第一次答對可得到2分的積分，第二次答對可得到1分的積分。最後統計兩隊累積的積分，積分較多之隊伍即為獲勝。

#### 全員連線中
2015年8月9日推出的新單元，曾國城率領的『紅隊』與姚元浩領軍的『藍隊』各分兩組進行猜題，遊戲開始前由主持人出題（例如：電影），四組先在限時60秒內從20個與題目相關的答案選項字卡中挑出16個貼在賓果盤上。遊戲進行時，每組輪流派出一名藝人擔任表演者，表演者須在限時30秒內用肢體動作詮釋其中一個答案，若有人在限時之內答對，選擇該答案的藝人要把該答案圈起來，同隊兩組最快各自連兩條線的隊伍即為獲勝。

#### 萬秀大車拼
此單元包含「一眼瞬間」、「藝記回憶錄」等遊戲，規則與獎金制時期相同。

#### 關鍵任務200秒
由兩組觀眾團體與藝人來賓所組成的「菁英夢幻隊」進行對抗，遊戲規則與獎金制時期相同，三支隊伍中於限時之內完成五個任務且花費時間最短者獲勝，並得到獎金1萬元。

## 節目來賓
| 集數 | 日期       | 來賓                                                           |
| ---- | ---------- | -------------------------------------------------------------- |
| 1    | 2014-11-02 | NONO、杜詩梅、劉至翰、張艾亞、劉雨柔、哈孝遠、張立東、林采緹   |
| 2    | 2014-11-09 | 白雲、洪百榕、黃喬歆、郭彥均、馬幼興、小Call、黃雨欣、大根     |
| 3    | 2014-11-16 | 陳為民、楊繡惠、阿布、小優、Junior、洪棠、大飛、阿諾           |
| 4    | 2014-11-23 | 侯昌明、杜詩梅、貝童彤、潘若迪、夏和熙、米可白、劉伊心、宋逸民 |
| 5    | 2014-11-30 | 劉雨柔、馬國賢、陳子強、王思佳、陈霆、蔡小潔、余秉諺、馮媛甄   |
| 6    | 2014-12-07 | Terry、大牙、王中平、黃豪平、嚴立婷、梁赫群、李亮瑾、李懿      |
| 7    | 2014-12-14 | 黃鐙輝、KID、勇兔、李妍瑾、林群峰、賴薇如、Nikita、阿本        |
| 8    | 2014-12-21 | 洪百榕、郭鑫、宋達民、何妤玟、夏和熙、小優、藍波、張文綺       |
| 9    | 2014-12-28 | 陳子玄、高山峰、王彩樺、Eason、佩佩、楊子儀、黃喬歆、唐志中    |

| 10                                                                                            | 2015-01-04 | 阿龐、林俊逸、黃雨欣、張艾亞、大愷、Nikita、豬大哥、張世賢、徐小可                                                          |
| 11                                                                                            | 2015-01-11 | 陳為民、劉雨柔、蕭景鴻、趙孟姿、林采緹、余皓然、張立東、民雄                                                                |
| 12                                                                                            | 2015-01-18 | 沈玉琳、陳德烈、邵庭、蔡小潔、鯰魚哥、ㄚ頭、郭彥均、嚴立婷                                                                  |
| 13                                                                                            | 2015-01-25 | NoNo、唐可玄、夏克立、貝童彤、米可白、趙小僑、大飛、伊正                                                                    |
| 14                                                                                            | 2015-02-01 | Selina、許孟哲、山豬、李懿、王思佳、洪都拉斯、陳佩騏、撒基努、楊雅筑                                                        |
| 15                                                                                            | 2015-02-08 | 大牙、Eason、李亮瑾、洪棠、杜詩梅、馬國賢、班傑、阿松                                                                       |
| 16                                                                                            | 2015-02-15 | 徐乃麟、曾莞婷、金寶三、黃逸祥、林佑星、藍波、小Call、翊萱                                                                  |
| 17                                                                                            | 2015-02-22 | 盛竹如、大愷、林奇葳、彭華幹、海芬、詹惟中、杜詩梅、殷琦、夏如芝、成語蕎                                                    |
| 18                                                                                            | 2015-03-01 | 五熊、徐小可、侯昌明、大根、小優、卡古、曾雅蘭、阿BEN                                                                       |
| 19                                                                                            | 2015-03-08 | 劉雨柔、綠茶、夏宇童、張艾亞、高山峰、劉至翰、白雲、阿諾                                                                    |
| 20                                                                                            | 2015-03-15 | 楊佩潔、阿本、潘若迪、徐展元、李妍憬、蔡小潔、瑤瑤、陳為民                                                                  |
| 21                                                                                            | 2015-03-22 | 張文綺、ㄚ頭、林群峰、王彩樺、顏永烈、民雄、李懿、汪建民                                                                    |
| 22                                                                                            | 2015-03-29 | 小禎、鍾欣凌、黃豪平、吳鳳、盧春如、馬國賢、孫沐辰、蔣孟玲                                                                  |
| 23                                                                                            | 2015-04-05 | 曹西平、光良、夏和熙、NoNo、許維恩、許孟哲、王思佳、劉雨柔、楊晨熙、寶第                                                    |
| 24                                                                                            | 2015-04-12 | 翁立友、張立東、無尊、林韋君、Eason、萱野可芬、萱野可芳、KID、玉兔、林煒                                                    |
| 25                                                                                            | 2015-04-19 | 藍波、Albee、萁萁、阿龐、曾子余、林彥君、黃鐙輝、何妤玟                                                                     |
| 26                                                                                            | 2015-04-26 | 宋達民、徐小可、大根、貝童彤、阿諾、小優、陳德烈、洪百榕、吳克群                                                            |
| 27                                                                                            | 2015-05-03 | 哈孝遠、Apple、阿弟、張艾亞、潘若迪、Mei、大飛、西田惠里奈                                                                  |
| 28                                                                                            | 2015-05-10 | 李懿、大愷、馬國賢、六月、梁赫群、鄭凱中、余秉諺、瑤瑤                                                                      |
| 29                                                                                            | 2015-05-17 | 蔡小潔、陳志強、楊羽霓、張兆志、NoNo、米可白、黃靖倫、ㄚ頭                                                                  |
| 30                                                                                            | 2015-05-24 | 王心恬、林佑星、游詩璟、張克帆、王彩樺、林群峰、花花、鲶魚哥                                                                |
| 2015年5月31日，中視數位台因播出頒獎典禮特別節目《2015hito流行音樂獎頒獎典禮》，故暫停播出一次 |            | |
| 31                                                                                            | 2015-06-07 | 羅時豐、楊皓如、丁力祺、小嫻、馬幼興、白雲、林如琦、陳允澤、劉薰愛、劉至翰、劉雨柔、KID、詹乃蓁、哈孝遠、Nikita、綠茶、楊琪 |
| 32                                                                                            | 2015-06-14 | 夏宇童、侯昌明、小小瑜、李易、陳爲民、提拉、曾雅蘭、Paul                                                                    |
| 33                                                                                            | 2015-06-21 | 劉至翰、劉雨柔、KID、詹乃蓁、哈孝遠、Nikita、綠茶、楊琪、Ella、杜力、法比歐                                                 |
| 34                                                                                            | 2015-06-28 | 曾智希、杜詩梅、五熊、張立東、藍波、陳德烈、李懿、曹雅雯                                                                    |
| 35                                                                                            | 2015-07-05 | 解婕翎、許建國、黃喬歆、潘若迪、紀言愷、林道遠、江泳錡、何妤玟                                                              |
| 36                                                                                            | 2015-07-12 | 郭彥均、王中平、夏語心、林彥君、綠茶、小禎、蔡小潔、大飛                                                                    |
| 37                                                                                            | 2015-07-19 | 蘇晏霈、余皓然、郭子乾、小優、小茉莉、馬國畢、吳怡霈、陳大天                                                                |
| 38                                                                                            | 2015-07-26 | ㄚ頭、白家綺、NONO、杜詩梅、大愷、鍾欣怡、林東緒、胡恩瑞                                                                    |
| 39                                                                                            | 2015-08-02 | 小小瑜、曾子余、嚴立婷、孟慶而、張克帆、黃鐙輝、高山峰、張棋惠                                                              |
| 40                                                                                            | 2015-08-09 | 陳為民、小嫻、左左右右、朱芯儀、紅毛、鐵克、哈孝遠、邵庭                                                                    |
| 41                                                                                            | 2015-08-16 | 梁赫群、林智賢、趙正平、阿布、林韋君、曉金鳳、洪棠、馬國賢、黃露瑤                                                          |
| 42                                                                                            | 2015-08-23 | 林若亞、無限甜心、張立東、六月、李易、貝童彤、王凱蒂、NONO                                                                  |
| 43                                                                                            | 2015-08-30 | 錢君仲、劉伊心、夏如芝、劉雨柔、陳志強、白雲、成語蕎、馬靚辳                                                                |
| 44                                                                                            | 2015-09-06 | 張艾亞、Vicky、郭彥均、王太利、陳為民、花花、Nikita、撒基努                                                                 |
| 45                                                                                            | 2015-09-13 | 許孟哲、王思佳、解婕翎、陳艾琳、大飛、潘若迪、杜詩梅、Paul                                                                  |

## 收視率
| 播映日期       | 週數  | 收視平均 | 排名 | 集數  | 備註                   |
| -------------- | ----- | -------- | ---- | ----- | ---------------------- |
| 2014年11月2日  | 第1週 | 0.93     | 3    | 第1集 |                        |
| 2014年11月9日  | 第2週 | 0.84     | 3    | 第2集 |                        |
| 2014年11月16日 | 第3週 | 1.05     | 3    | 第3集 |                        |
| 2014年11月23日 | 第4週 | 1.01     | 3    | 第4集 |                        |
| 2014年11月30日 | 第5週 | 1.04     | 3    | 第5集 |                        |
| 2014年12月7日  | 第6週 | 0.96     | 3    | 第6集 |                        |
| 2014年12月14日 | 第7週 | 0.94     | 3    | 第7集 |                        |
| 2014年12月21日 | 第8週 | 0.97     | 4    | 第8集 | 華視華視天王豬哥秀開播 |
| 2014年12月28日 | 第9週 | 0.76     | 4    | 第9集 |                        |

| 播映日期      | 週數   | 收視平均 | 排名 | 集數   | 備註 |
| ------------- | ------ | -------- | ---- | ------ | ---- |
| 2015年1月4日  | 第10週 | 0.85     | 4    | 第10集 |      |
| 2015年1月11日 | 第11週 | -        | -    | 第11集 |      |
| 2015年1月18日 | 第12週 | 0.72     | 4    | 第12集 |      |
| 2015年1月25日 | 第13週 | 0.68     | 4    | 第13集 |      |
| 2015年2月1日  | 第14週 | 0.79     | 4    | 第14集 |      |
| 2015年2月8日  | 第15週 | 0.74     | 4    | 第15集 |      |
| 2015年2月15日 | 第16週 | -        | -    | 第16集 |      |
| 2015年2月22日 | 第17週 | 0.86     | 3    | 第17集 |      |
| 2015年3月1日  | 第18週 | 0.94     | 4    | 第18集 |      |
| 2015年3月8日  | 第19週 | 1.09     | 4    | 第19集 |      |
| 2015年3月15日 | 第20週 | 0.94     | 4    | 第20集 |      |
| 2015年3月22日 | 第21週 | 0.85     | 4    | 第21集 |      |
| 2015年3月29日 | 第22週 | 1.10     | 3    | 第22集 |      |
| 2015年4月5日  | 第23週 | 0.62     | 4    | 第23集 |      |
| 2015年4月12日 | 第24週 | 1.05     | 3    | 第24集 |      |
| 2015年4月19日 | 第25週 | 1.09     | 3    | 第25集 |      |
| 2015年4月26日 | 第26週 | 0.87     | 4    | 第26集 |      |
| 2015年5月3日  | 第27週 | 1.12     | 4    | 第27集 |      |
| 2015年5月10日 | 第28週 | 1.07     | 3    | 第28集 |      |
| 2015年5月17日 | 第29週 | 0.98     | 4    | 第29集 |      |
| 2015年5月24日 | 第30週 | 1.21     | 3    | 第30集 |      |
| 2015年6月7日  | 第31週 | 0.92     | 3    | 第31集 |      |
| 2015年6月14日 | 第32週 | 0.97     | 3    | 第32集 |      |
| 2015年6月21日 | 第33週 | 1.11     | 3    | 第33集 |      |
| 2015年6月28日 | 第34週 | 1.20     | 3    | 第34集 |      |
| 2015年7月5日  | 第35週 | 1.06     | 4    | 第35集 |      |
| 2015年7月12日 | 第36週 | 1.53     | 3    | 第36集 |      |
| 2015年7月19日 | 第37週 | 1.32     | 3    | 第37集 |      |
| 2015年7月26日 | 第38週 | 1.00     | 4    | 第38集 |      |
| 2015年8月2日  | 第39週 | 1.02     | 3    | 第39集 |      |
| 2015年8月9日  | 第40週 | 1.18     | 3    | 第40集 |      |
| 2015年8月16日 | 第41週 | 1.24     | 3    | 第41集 |      |
| 2015年8月23日 | 第42週 | 1.31     | 3    | 第42集 |      |
| 2015年8月30日 | 第43週 | 1.23     | 3    | 第43集 |      |
| 2015年9月6日  | 第44週 | 1.11     | 3    | 第44集 |      |
| 2015年9月13日 | 第45週 | 1.13     | 3    | 第45集 |      |

- 同時段綜藝節目：台視《Super Star 我要當歌手》、華視《華視天王豬哥秀》、民視《綜藝大集合》
- 資料來源：凱絡媒體週報

## 製作團隊
- 監製：蘇照勝
- 製作人：廖述穎、劉德蕙
- 執行製作：戴育鼎、余宗諺、廖國喬
- 製作群：王育瑄、黃琇雯、黎青芳、黃啟鎔、吳嘉育
- 剪輯包裝：黃淑茹、蕭玉暄
- 後製：承影傳播
- 現場音效：阿秀老師
- 音效：音樂達
- 燈光音響：必應創造
- 技術指導：徐啟雄
- 視訊：陳亮安
- 成音：秦聖奇、董國華
- 燈光：林楊鑫、吳玉麟
- 攝影：中視攝影組
- 現場指導：賴宣甫
- 助理導播：張家瑜
- 導播：傅慧芬
- 製作公司：全富製作
- 監製公司：中國電視公司

## 外部連結
- 中視《萬秀大勝利》官方網站 （页面存档备份，存于）
- 萬秀大勝利的Facebook專頁